# Belgische Gouden Schoen 1954
De verkiezing van de Belgische Gouden Schoen 1954 werd in 1955 gehouden. Het was de eerste keer dat de krant Het Laatste Nieuws de voetbaltrofee uitreikte. Rik Coppens werd zo de eerste laureaat uit de geschiedenis van de Gouden Schoen. Hij kreeg de trofee uit handen van de Franse actrice Leslie Caron, die in 1955 de hoofdrol vertolkt had in de musicalfilm The Glass Slipper (Nederlands: Het glazen muiltje).

## De prijsuitreiking
De Antwerpse aanvaller Rik Coppens was met zijn dribbels en mondigheid een van de smaakmakers van het Beerschot van de jaren 50. Hij was een goalgetter die zowel in de Belgische competitie als bij de nationale ploeg de netten regelmatig bol zette.
Coppens won de eerste verkiezing van de Gouden Schoen overtuigend. Hij verzamelde in totaal 115 punten meer dan Jef Mermans, met wie hij toen samen in de nationale ploeg speelde. Coppens werd enkele maanden na het behalen van de Gouden Schoen ook voor de derde en laatste keer topschutter.

## Top 5
| Nr. | Land            | Naam        | Club(s)         | Punten |
| --- | --------------- | ----------- | --------------- | ------ |
| 1.  | Vlag van België | Rik Coppens | R. Beerschot AC | 203    |
| 2.  | Vlag van België | Jef Mermans | RSC Anderlecht  | 88     |
| 3.  | Vlag van België | Louis Carré | Club Luik       | 66     |
| 4.  | Vlag van België | Victor Mees | Antwerp FC      | 21     |
| 5.  | Vlag van België | Henri Meert | RSC Anderlecht  | 20     |

1954 · 
1955 · 
1956 · 
1957 · 
1958 · 
1959 · 
1960 · 
1961 · 
1962 · 
1963 · 
1964 · 
1965 · 
1966 · 
1967 · 
1968 · 
1969 · 
1970 · 
1971 · 
1972 · 
1973 · 
1974 · 
1975 · 
1976 · 
1977 · 
1978 · 
1979 · 
1980 · 
1981 · 
1982 · 
1983 · 
1984 · 
1985 · 
1986 · 
1987 · 
1988 · 
1989 · 
1990 · 
1991 · 
1992 · 
1993 · 
1994 · 
1995 · 
1996 · 
1997 · 
1998 · 
1999 · 
2000 · 
2001 · 
2002 · 
2003 · 
2004 · 
2005 · 
2006 · 
2007 · 
2008 · 
2009 · 
2010 · 
2011 · 
2012 · 
2013 · 
2014 · 
2015 · 
2016 · 
2017 ·
2018 ·
2019 ·
2020 ·
2022 ·
2023 ·
2024